# Ново Село (Радовиште)
Ново Село (мкд. Ново Село) је насеље у Северној Македонији, у источном делу државе. Ново Село је насеље у оквиру општине Радовиште.

## Географија
Ново Село је смештено у источном делу Северне Македоније. Од најближег града, Радовишта, насеље је удаљено 25 km североисточно.
Насеље Ново Село се налази у историјској области Јуруклук. Насеље је положено високо, у средишњем делу планине Плачковице. Надморска висина насеља је приближно 1.050 метара. 
Месна клима је планинска због знатне надморске висине.

## Становништво
Ново Село је према последњем попису из 2002. године било без становника.
Већинско становништво у насељу су били етнички Македонци. Они су се спонтано раселили.
Претежна вероисповест месног становништва било је православље.